# Schlierseeschifffahrt
Die Schliersee Schifffahrt Mayr GbR ist ein Tourismusunternehmen mit Sitz in der oberbayrischen Gemeinde Schliersee. Das Familienunternehmen betreibt Personenschifffahrt im Linien- und Charterdienst auf dem Schliersee. 

## Geschichte
Gegen Ende des 19. Jahrhunderts befand sich der Schliersee im Besitz der bayerischen Krone und wurde von der Krongutsverwaltung verwaltet. Am 10. Juli 1906 verpachtete diese die Fischereirechte sowie die Lohnschifffahrt mit
Ruderkähnen an den Hoffischer Franz Schrädler, der noch im gleichen Jahr mit dem bei Lürssen-Vegesack in Bremen erbauten 50-Personen-Schiff Schliersee einen Linienverkehr auf dem Schliersee aufnahm. Im Verlauf des Ersten Weltkrieges wurde die Schifffahrt wegen Treibstoffmangel eingestellt. Am 25. Mai 1925 erhielt Schrädler die Erlaubnis zur Inbetriebnahme eines zweiten Motorbootes für 25 Personen mit dem Namen Fischerliesl, welches bei der Bootswerft Simmerding in Berg am Starnberger See erbaut wurde.
Nach der Machtergreifung Hitlers im Jahr 1933 entstand die nationalsozialistische Organisation Kraft durch Freude (KdF), die verstärkt Urlauber an den Schliersee brachte. Wegen des kriegsbedingten Treibstoffmangels musste der Verkehr aber im Jahr 1941 erneut eingestellt werden. Die beiden Boote des Hoffischers Schrädler gingen nach dessen Tod ins Eigentum seiner Frau Zenta über. Diese verpachtete zunächst die größere Schliersee an Leo Krix aus
Hausham, der am 26. Juli 1950 die Genehmigung für eine Personenschifffahrt auf dem Schliersee erhielt. Am 9. August 1952 pachtete dieser auch das kleinere Motorboot Fischerliesl. Aufgrund wirtschaftlicher Probleme gab er die beiden Schiffe mitsamt der Konzession am 26. Februar 1953 an Zenta Schraedler zurück. In Folge wurde die Fischerliesl abgewrackt. Der Betrieb mit dem verbleibenden Schiff wurde fortgeführt und später von der Tochter Domenica Schraedler übernommen. Im Jahr 1965 wurde die Schliersee an den Bodensee verkauft und durch das bei der Schiffswerft W. Hitzler in Regensburg erbaute 85-Personenmotorschiff Schliersee II ersetzt.
Am 30. Juni 1967 übernahm Sepp Mayr die Motorschifffahrt Schliersee von Domenica Schraedler. Mit dem Motorboot Schliersee (II) führte er erneut einen Linienverkehr unter Einbezug der Insel Wörth ein. Da der Fremdenverkehr zunahm, erwarb er 1993 in Holland mit der Schliersee III ein größeres Motorschiff für 120 Personen und verkaufte die alte Schliersee II nach Norddeutschland. Im Jahr 2003 verkaufte Sepp Mayr aus Alters- und Gesundheitsgründen die Schifffahrt an einen Herrn Mühlthaler. Der Verkauf wurde jedoch 2004 rückgängig gemacht. 2008 ging der Betrieb von Sepp Mayr an seine Tochter Michaela Lauber über.

## Unternehmen

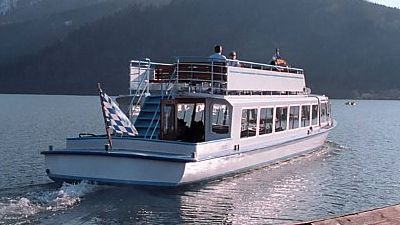
Schliersee III

Die Schliersee Schifffahrt Mayr ist ein Familienunternehmen Bürgerlichen Rechtes und betreibt Personenschifffahrt im Linien- und Charterdienst auf dem bayrischen Schliersee. Daneben unterhält das Unternehmen am Sitz in Schliersee ein Bootshaus, einen Bootsverleih mit Elektro-, Ruder- und Tretbooten sowie einen Kiosk.
Das Linienschiff der Schliersee Schifffahrt Mayr verkehrt von Mai bis September mit vier Anlegestellen zwischen Schliersee und der Insel Wörth zweimal täglich. Daneben werden Rundfahrten und Sonderfahrten durchgeführt. Im Gegensatz zu den anderen Seen in Oberbayern wird die Schifffahrt auf dem Schliersee nicht von der Bayerischen Seenschifffahrt, sondern seit 1906 mit Konzession von der privaten Schlierseeschifffahrt betrieben.
Das einzige in Betrieb befindliche Fahrgastschiff des Unternehmens ist aktuell die Schliersee III; diese wurde 1993 in Zaandam, Holland gebaut, ist knapp 20 m lang und bietet 120 Fahrgästen Platz. Davon befinden sich 57 Sitzplätze im Salon.

## Historische Spuren
- Das 1906 erbaute Motorschiff Schliersee befindet sich heute in Kressbronn am Bodensee und dient dort in der Marina Ultramarin dem Kressbronner Segler e.V. als historisches Klubhaus.[1][6]
- Neben dem großen Bootshaus der Schlierseeschifffahrt befindet sich noch heute das Geschäft des Fischereimeisters Schrädler.[7]